# Білаль Ассані
Білаль Ассані (фр. Bilal Hassani) — французький співак та ютубер, представник Франції на 64-му пісенному конкурсі «Євробачення» з піснею «Roi».

## Життєпис
Білаль народився 9 вересня 1999 року в Парижі. Родом він зі змішаної сім'ї, його мати родом із Франції, а батько — з Марокко. У нього є старший брат Таа, який народився 1995 року.

## Особисте життя
23 червня 2017 року Білаль Ассані публічно розповів про свою приналежність до ЛГБТ, за день до того, як відвідав Паризький прайд. Ассані є гендерквіром та гендерфлюїом.

## Дискографія

### Пісні
| Рік  | Назва             | Найвища позиція в чарті | Альбом        |
| Рік  | Назва             | FRA                     | Альбом        |
| ---- | ----------------- | ----------------------- | ------------- |
| 2016 | «Wanna Be»        | —                       | Поза альбомом |
| 2017 | «Follow Me»       | —                       | Поза альбомом |
| 2017 | «House Down»      | —                       | Поза альбомом |
| 2018 | «Shadows»         | —                       | Поза альбомом |
| 2018 | «Heaven with You» | —                       | Поза альбомом |
| 2018 | «Hot City»        | —                       | Поза альбомом |
| 2018 | «Mash Up»         | —                       | Поза альбомом |
| 2019 | «Roi»             | 23                      | Поза альбомом |